# ヒーグナー点
数学において、ヒーグナー点(ヘーグナー点)（英: Heegner point）とは、モジュラー曲線上の点であって、上半平面の quadratic imaginary point の像となっているようなものである。ブライアン・バーチ (Bryan Birch) により定義され、クルト・ヘーグナー (Kurt Heegner) に因んで名づけられた。ヒーグナーは類数 1 の虚二次体上のガウスの予想を証明するために類似のアイデアを用いた。
グロス・ザギエの定理 (Gross & Zagier 1986) は、点 s = 1 における楕円曲線のL関数の微分のことばでヒーグナー点の高さを記述する。とくに楕円曲線の（解析的）階数が 1 であればヒーグナー点は無限位数（したがってモーデル・ヴェイユ群の階数は1以上）の曲線上の有理点を構成するのに使うことができる。より一般に、Gross, Kohnen & Zagier (1987) は、ヒーグナー点は各正整数 n に対し曲線上の有理点を構成するのに使うことができこれらの点の高さはウェイト 3/2 のモジュラー形式の係数であることを示した。
コリヴァギンは後にオイラー系を構成するためにヒーグナー点を用い、それによって階数 1 の楕円曲線に対するバーチ・スウィンナートン＝ダイヤー予想の多くを証明した。张寿武はグロス・ザキエの定理を楕円曲線からモジュラーアーベル多様体の場合へと一般化した。ブラウンは正標数の大域体上の階数 1 の楕円曲線の多くに対してバーチ・スウィンナートン＝ダイヤー予想を証明した (Brown 1994)。
ヒーグナー点は階数 1 の楕円曲線上の、単純な方法では見つけることのできなかった、非常に大きい有理点を計算するのに使うことができる（サーベイは (Watkins 2006) を参照）。アルゴリズムの実装は、MagmaやPARI/GPで可能である。

## 定義
N を正整数、X0(N)
を楕円曲線 E とその位数 N の巡回部分群 C の組 (E, C) のモジュライ空間である有理数体 Q 上のモジュラー曲線（のコンパクト化）とする。
X0(N)(C)
の点
x=(E, C)（E は楕円曲線、C は位数 N の巡回部分群）が、E と E/C
がともにある虚二次体 K の整数環 𝒪K に虚数乗法を持つとき、この点 x を 𝒪K にCMを持つヒーグナー点という。また、DK を K の判別式とするとき、この点 x のことを判別式 DK のヒーグナー点ともいう。N と虚二次体 K がヒーグナー条件と呼ばれる条件
N の任意の素因子は K で分解する
を満たすときに判別式 DK のヒーグナー点は存在する。HK を K のヒルベルト類体とするとき、虚数乗法論よりヒーグナー点は
X0(N)(HK)
に入る。また、ν(N) を N の素因子の個数、hK を K の類数とするとき、判別式 DK のヒーグナー点はちょうど
2ν(N)hK
個だけ存在する。
ヒーグナー点 x から定まる次の点もヒーグナー点と言われる。
- J0(N) を X0(N) のヤコビ多様体とする。自然な射
 {\displaystyle X_{0}(N)\ni x\mapsto [x]-[\infty ]\in J_{0}(N)}
 によるヒーグナー点の像もヒーグナー点という。
- f をレベル Γ0(N) 重さ2のヘッケ固有新形式（英語版）、Af を f に付随するアーベル多様体とする。自然な射 J0(N) → Af によるヒーグナー点の像もヒーグナー点という。さらに、トレース写像 TrHK/K: Af(HK) → Af(K) によるヒーグナー点の像もヒーグナー点という。